# 白跗狡蛛
白跗狡蛛（学名：Dolomedes pallitarsis）为盗蛛科狡蛛属的动物。分布于日本以及中国大陆的浙江、四川、河南等地，多栖息于稻田、茶园以及沟渠草丛。该物种的模式产地在日本。